# Samantha Jade (album)
Samantha Jade è il primo eponimo album in studio della cantante australiana Samantha Jade, pubblicato nel 2012.

## Tracce
1. What You've Done to Me – 3:29
2. Heartless (Kanye West cover) – 3:15
3. Wide Awake (Katy Perry cover) – 3:43
4. Free Fallin' (Zoë Badwi cover) – 3:26
5. Everytime (Britney Spears cover) – 3:24
6. Run to You (Whitney Houston cover) – 3:14
7. Scream (Usher cover) – 3:21
8. Ufo (Sneaky Sound System cover) – 3:48
9. Stronger (What Doesn't Kill You) (Kelly Clarkson cover) – 3:14
10. Where Have You Been (Rihanna cover) – 4:02
11. Breakeven (The Script cover) – 3:25

## Classifica
| Classifica (2012) | Posizione raggiunta |
| ----------------- | ------------------- |
| Australia         | 3                   |